# Улица Лачплеша (Рига)
Улица Ла́чплеша (латыш. Lāčplēša iela) — улица в исторической части города Риги, в Центральном районе и Латгальском предместье. Пролегает по историческим районам Центр, Авоты и Латгале. Начинается от улицы Кришьяня Валдемара, пролегает в юго-восточном направлении, постепенно склоняясь к югу и юго-западу, и заканчивается выходом на Островной мост, переходя далее в Карля Улманя гатве. Общая длина улицы Лачплеша составляет 3433 метра.
На всём протяжении асфальтирована, движение двустороннее. На участке от ул. Эмилии Беньямин до Островного моста по улице Лачплеша проходит несколько маршрутов троллейбуса, а на улицах Кришьяня Валдемара и Бирзниека-Упиша есть остановка «Lāčplēša iela».
Улица Лачплеша пересекает железнодорожную насыпь станции Рига-Пассажирская по тоннелю. От перекрёстка с улицей Сатеклес до Островного моста улица Лачплеша является частью государственных автодорог A6, A7, A8 и A10. На пересечении с улицей Краста построена развязка в двух уровнях.

## История
Современная улица Лачплеша сформировалась в XIX веке путём постепенного слияния отдельных участков. Её старейший участок, от Лазаретной (ныне Кр. Валдемара) до Банной (Кр. Барона) улицы, показан на плане 1803 года и, вероятно, возник в XVIII веке. Первоначально он именовался Малой Песочной улицей (Большой Песочной до 1818 года именовалась нынешняя улица Бривибас), а с 1860-х годов — просто Песочной (нем. Sandstrasse, латыш. Smilšu iela). В этот период она доходила до улицы Авоту, за которой продолжалась как Романовка, или Карловская улица (одноимённая с другой рижской улицей, сегодня называемой ул. 13 Января).
Поскольку в Старом городе имелась другая, более древняя Песочная улица (нынешняя улица Смилшу), то в 1885 году Песочную улицу в предместье объединили с улицей Романовка под названием Романовская улица (нем. Romanowstrasse, латыш. Romanova iela). Принято считать, что это название дано в честь царствующей династии Романовых. В своих новых границах улица Романовка пролегала от Николаевской до Московской улицы.
В 1923 году Романовская улица была переименована в улицу Лачплеша. В годы немецкой оккупации (1942—1944) улица носила имя прибалтийско-немецкого историка Карла Ширрена (нем. Carl Schirren Strasse, латыш. Kārļa Širrena iela), а с 1944 года вновь носит нынешнее название, которое более не изменялось.

## Примечательные объекты

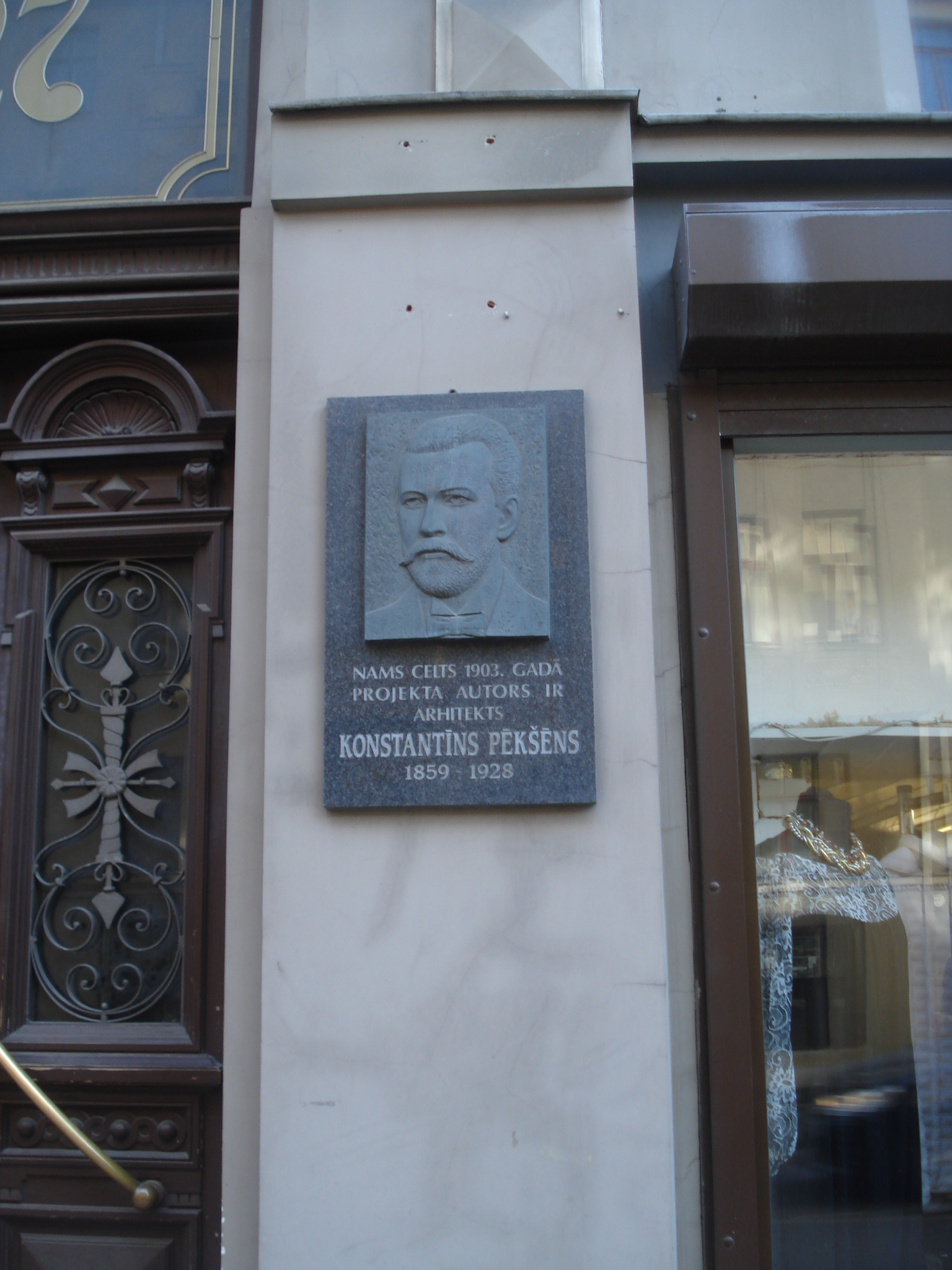
Мемориальная доска К. Пекшенсу на доме № 27

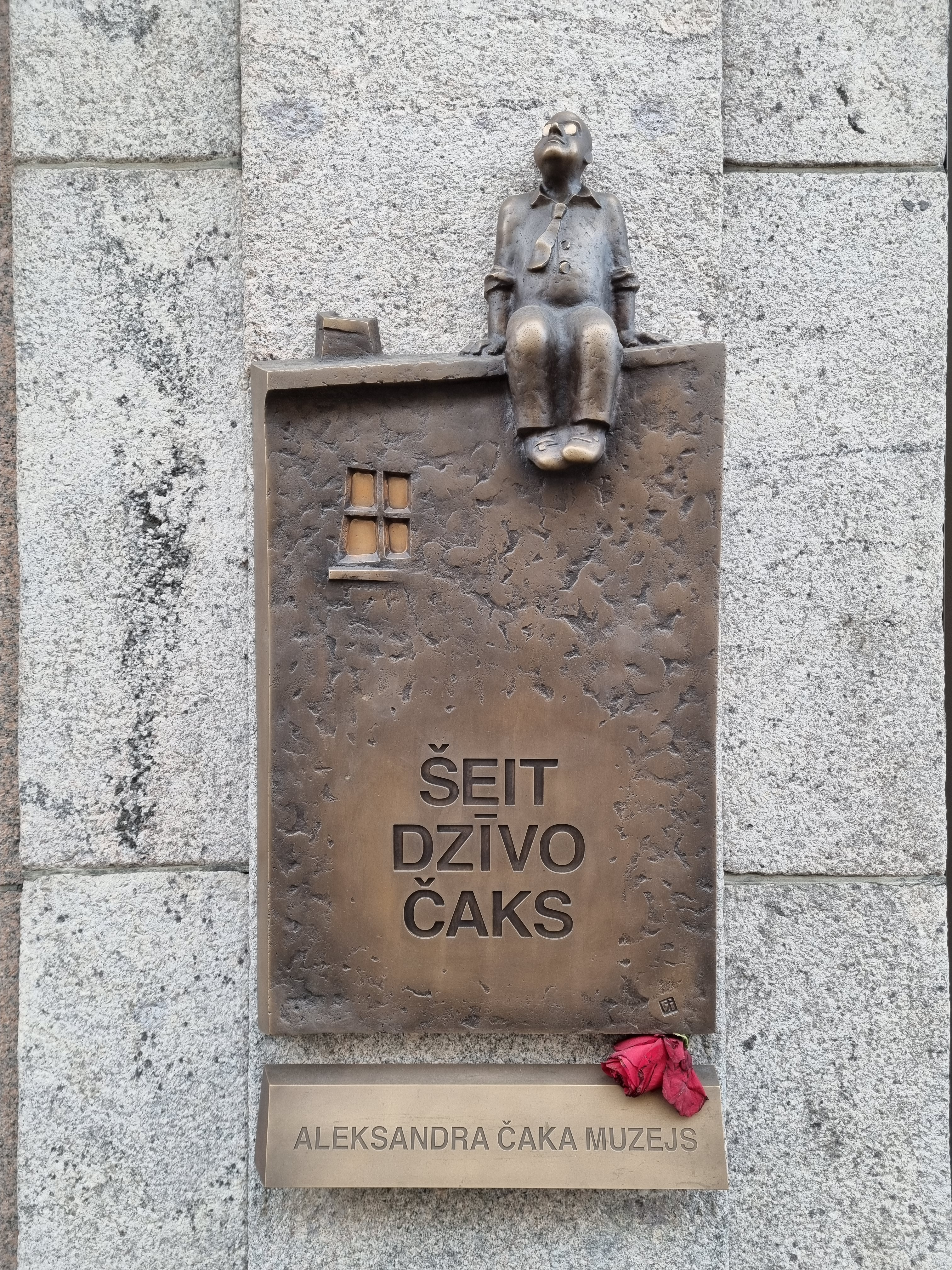
«Здесь живёт Чак». Мемориальная доска на доме № 48

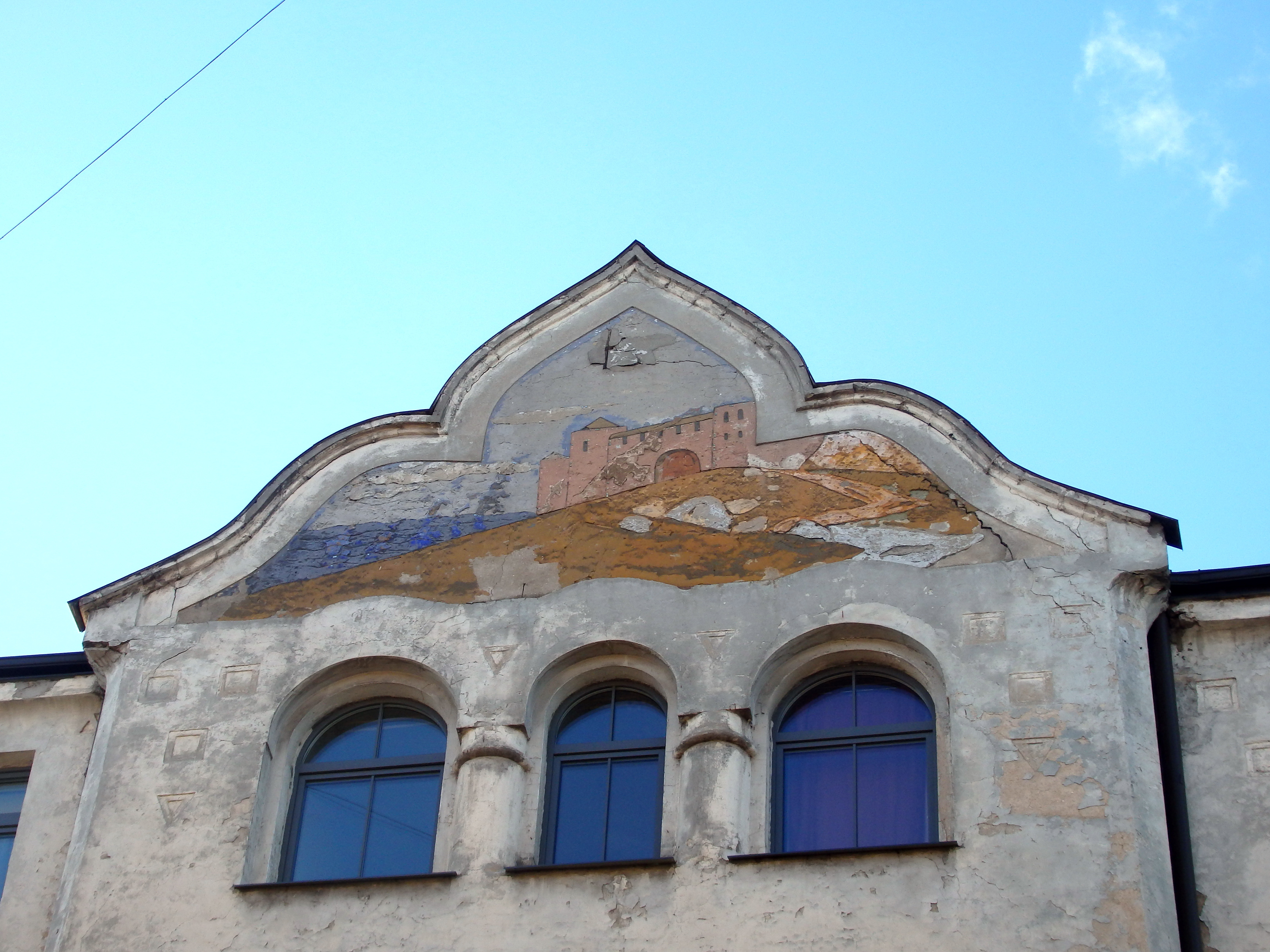
Роспись фронтона на доме № 100

Около 30 зданий на улице Лачплеша являются охраняемыми памятниками архитектуры:
- Дом № 7 — доходный дом (1909, архитектор П. Мандельштам).
- Дом № 12 — жилой дом (1895).
- Дом № 14 — жилой дом (1910, архитектор Николай Норд).
- Дом № 16 — жилой дом (1907, архитектор Александр Шмелинг).
- Дом № 17 (1896, архитектор Э. фон Тромповский) — первый шестиэтажный дом в Риге (без учёта цокольных и мансардных этажей)[8].
- Дом № 18 — жилой дом (1906).
- Дом № 21 — жилой дом (1910, архитектор Р. Донберг).
- Дом № 23 — жилой дом (1904, архитектор А. Шмелинг).
- Дом № 25 — бывшее здание Нового рижского театра (в советское время — театр юного зрителя), в котором в 1912—1915 и 1920—1966 годах работал Эдуард Смильгис. В связи с аварийным состоянием историческое здание (1901, архитектор Э. фон Тромповский)[9] разобрано и полностью реконструируется[10].
- Дом № 26 — жилой дом (1913, архитектор Э. Фризендорф). В этом доме с 1934 по 1945 год жил писатель Эрнест Бирзниек-Упит[8].
- Дом № 27 — жилой дом (1901, архитектор К. Пекшенс); установлена мемориальная доска К. Пекшенсу.
- Дом № 28 — жилой дом (1929).
- Дом № 29 — жилой дом (1911, архитектор Я. Алкснис).
- Дом № 38 — жилой дом (1937, архитектор Карлис Бикше)[11].
- Дом № 42 — жилой дом (1908, архитектор А. Ванагс).
- Дом № 48 / Александра Чака, 37 — жилой дом (1913, архитектор Э. Лаубе). В этом доме с 1937 по 1950 год жил писатель Александр Чак (в 1997 открыт музей)[12].
- Дом № 51 — жилой дом (1909, архитектор Э. Лаубе).
- Дом № 52 — жилой дом (1912, архитектор Я. Алкснис).
- Дом № 55 — бывшее Екатерининское училище (1889).
- Дом № 60 — жилой дом (1905, архитектор Ф. Шеффель).
- Дом № 61 — жилой дом (1909, архитектор Р. Донберг).
- Дом № 65 — жилой дом (1911, архитектор Э. Лаубе).
- Дом № 70, 70a и 70b — комплекс зданий «Романовский базар» (1909, архитектор Э. Лаубе). В доме 70а размещалось архитектурно-проектное бюро Эйжена Лаубе[8].
- Дом № 75 — жилой дом (1913, архитектор Э. Поле).
- Дом № 100 — жилой дом (1910, архитектор Н. Яковлев; по другим сведениям — около 1900, К. Пекшенс). Украшения фасада (между 1903 и 1914, автор неизвестен) признаны памятником изобразительного искусства[13].
- Дом № 112 — жилой дом (1911, архитектор А. Ванагс).
- Дом № 116 — жилой дом (1913, архитектор И. Этин).
- Дом № 117 — Евангельская баптистская церковь «Храм Спасения» (1925).
- На углу с ул. Бривибас расположен православный храм Александра Невского.

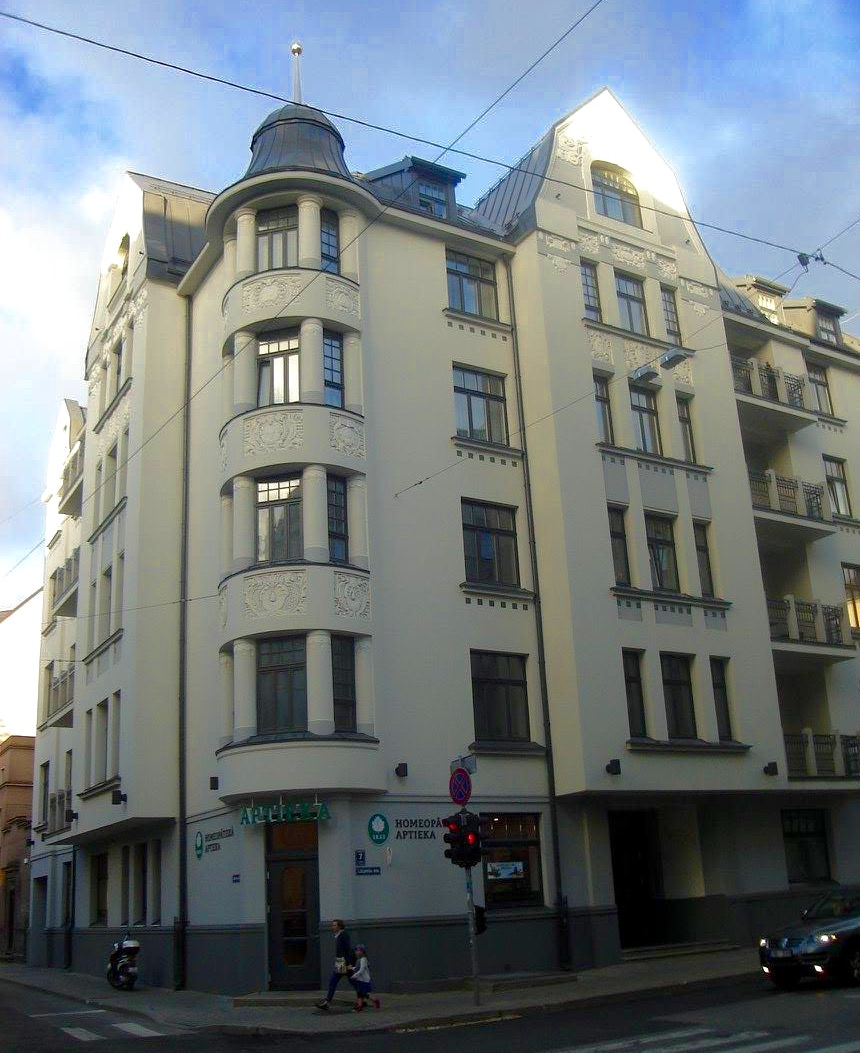
Дом № 7
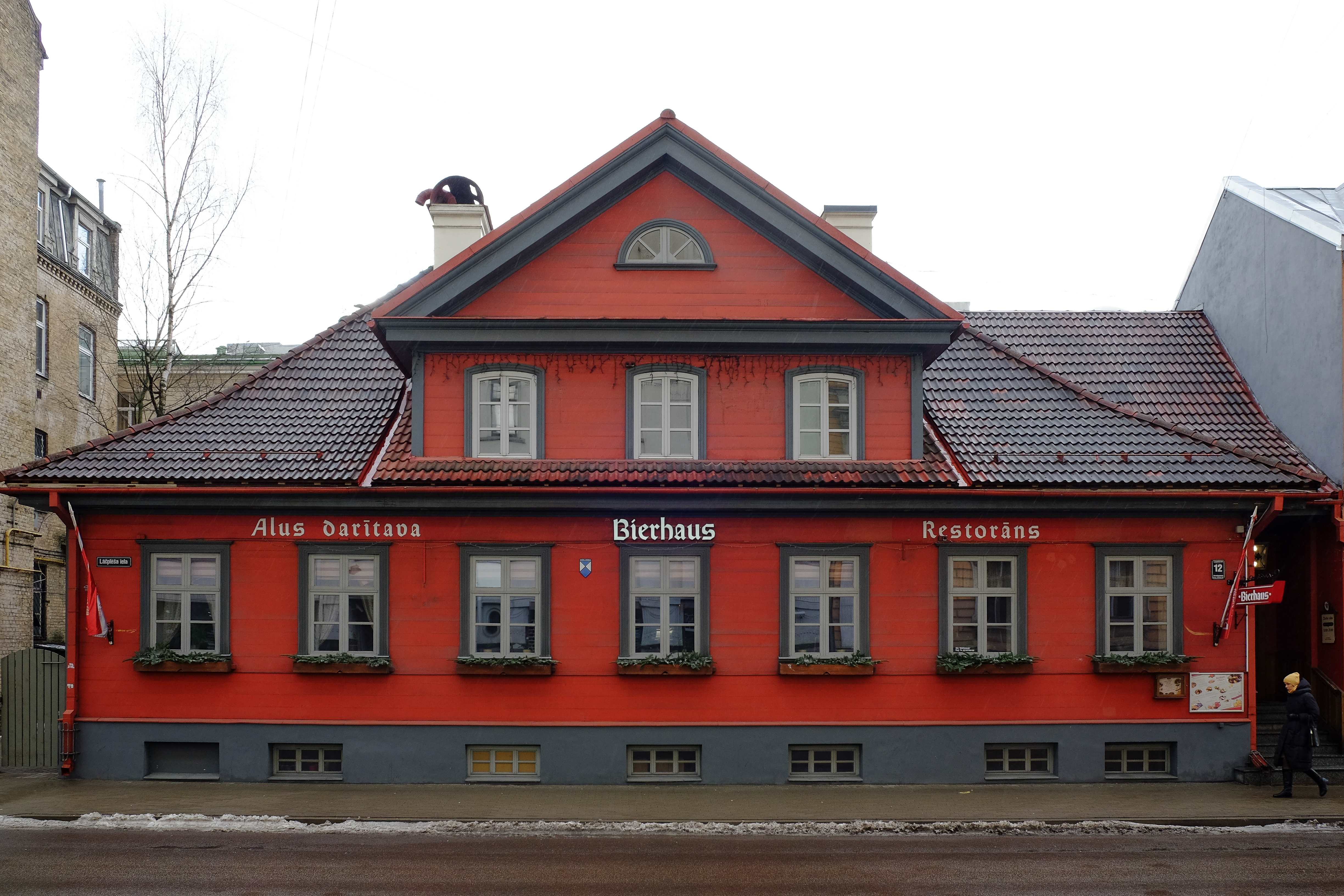
Дом № 12
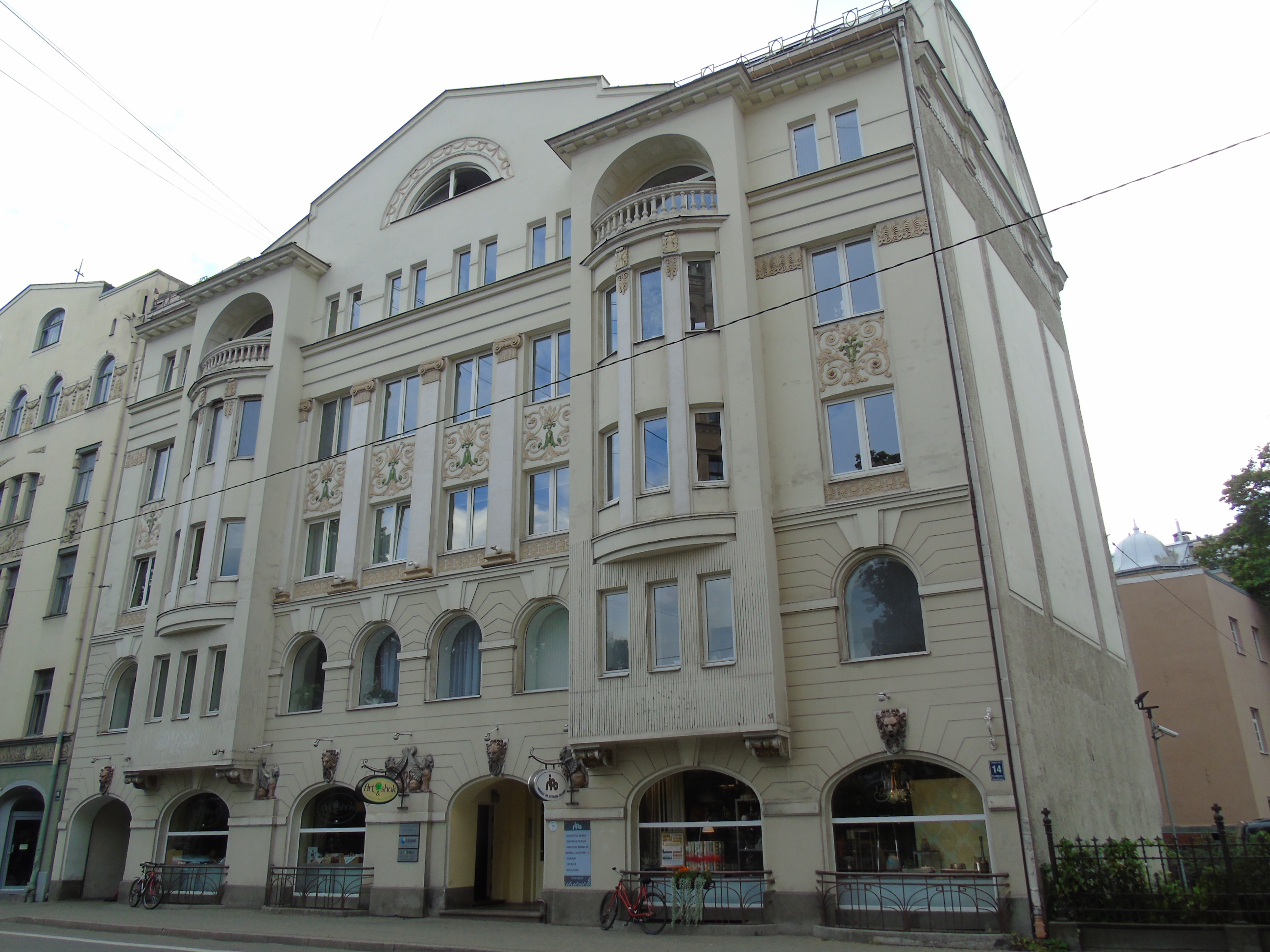
Дом № 14
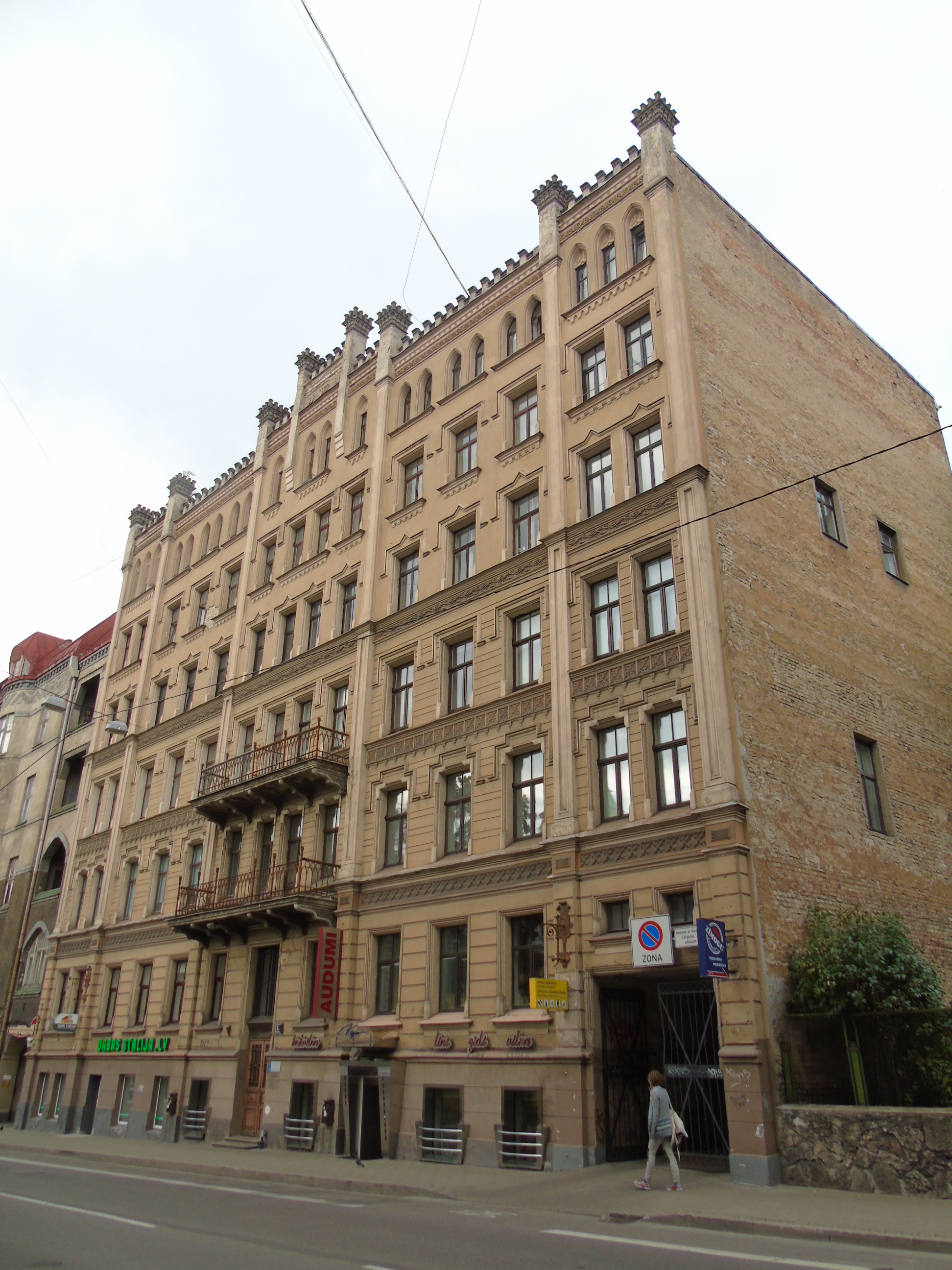
Дом № 17
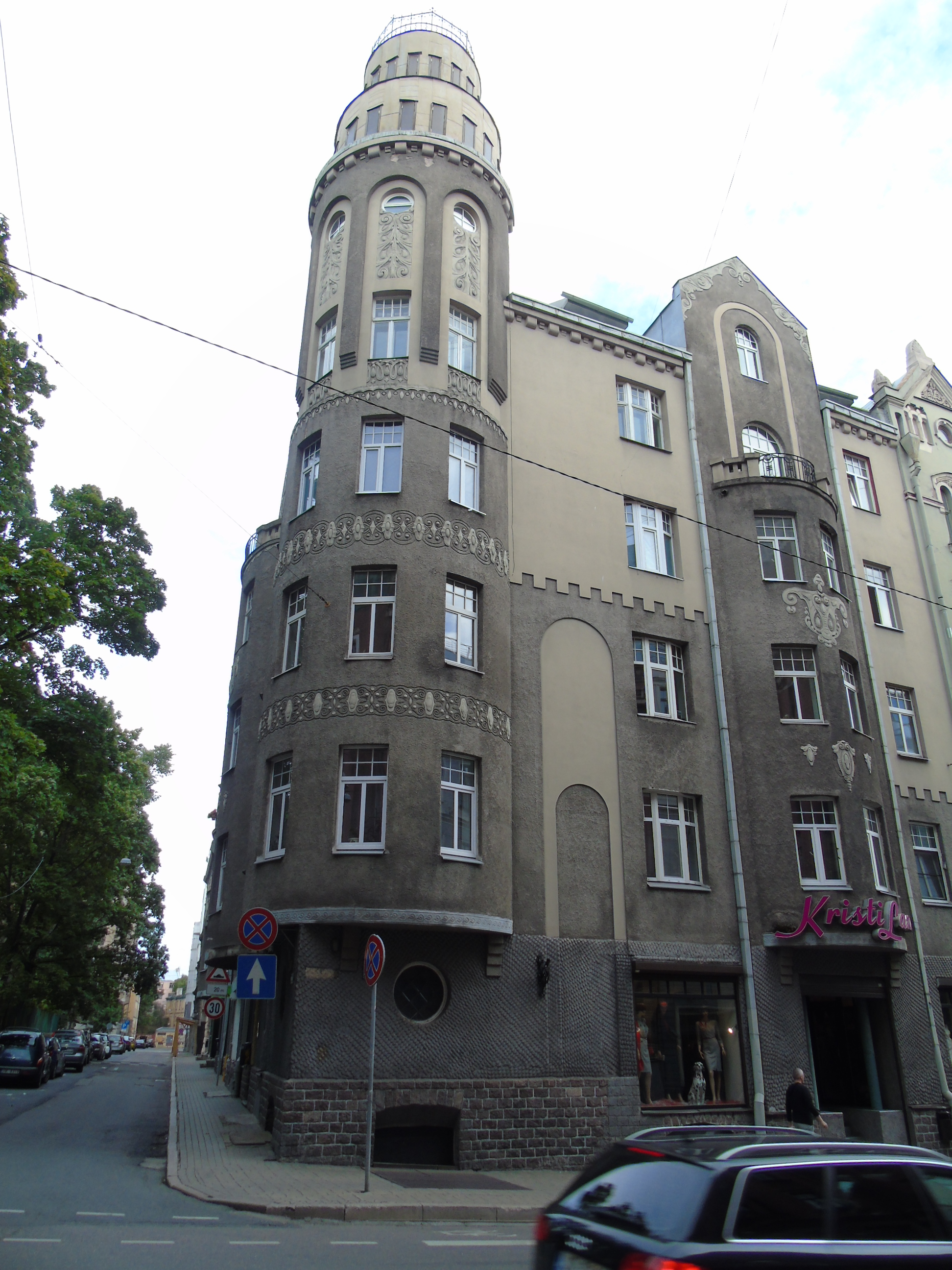
Дом № 21
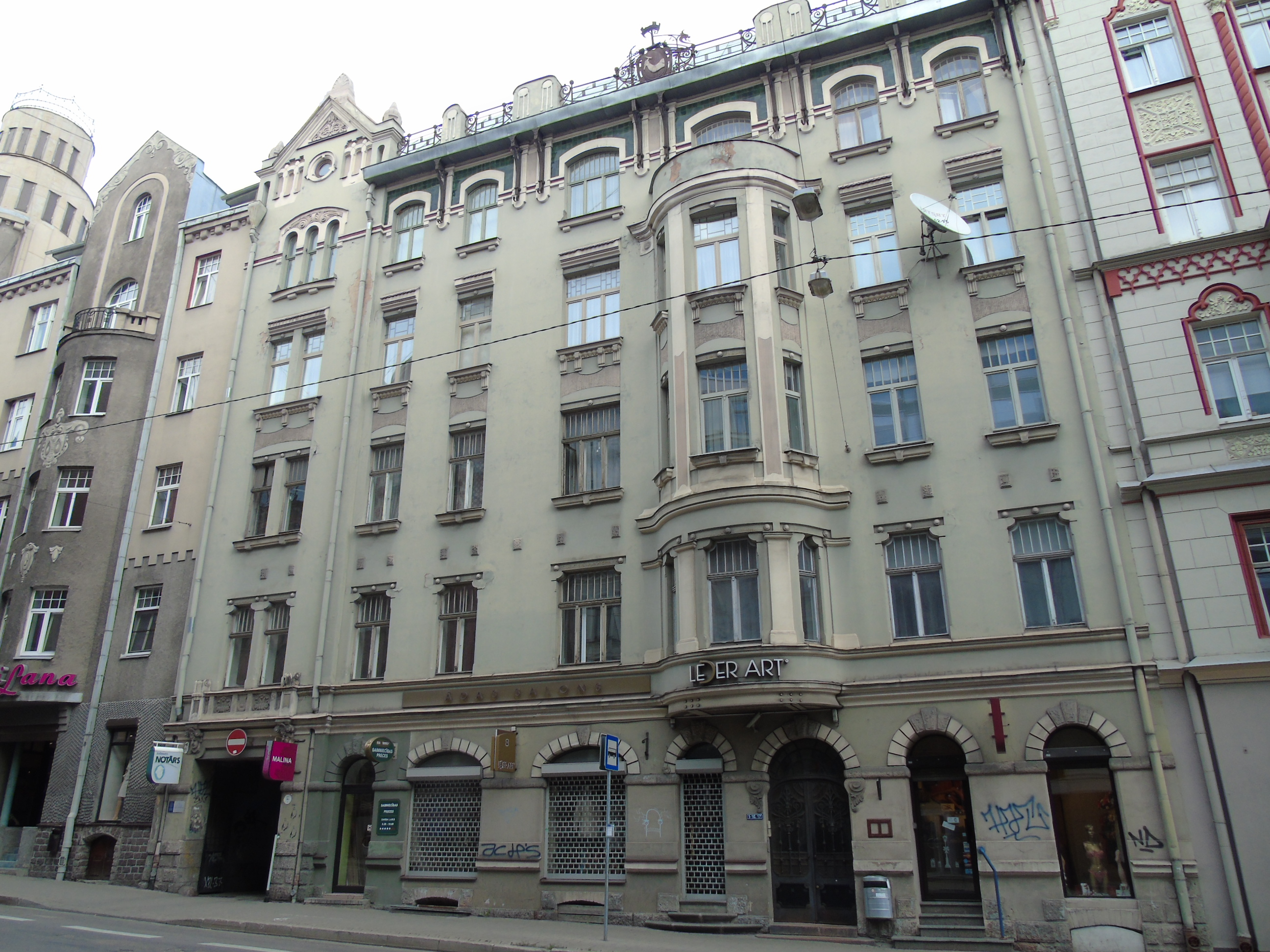
Дом № 23
Вид на Новый рижский театр
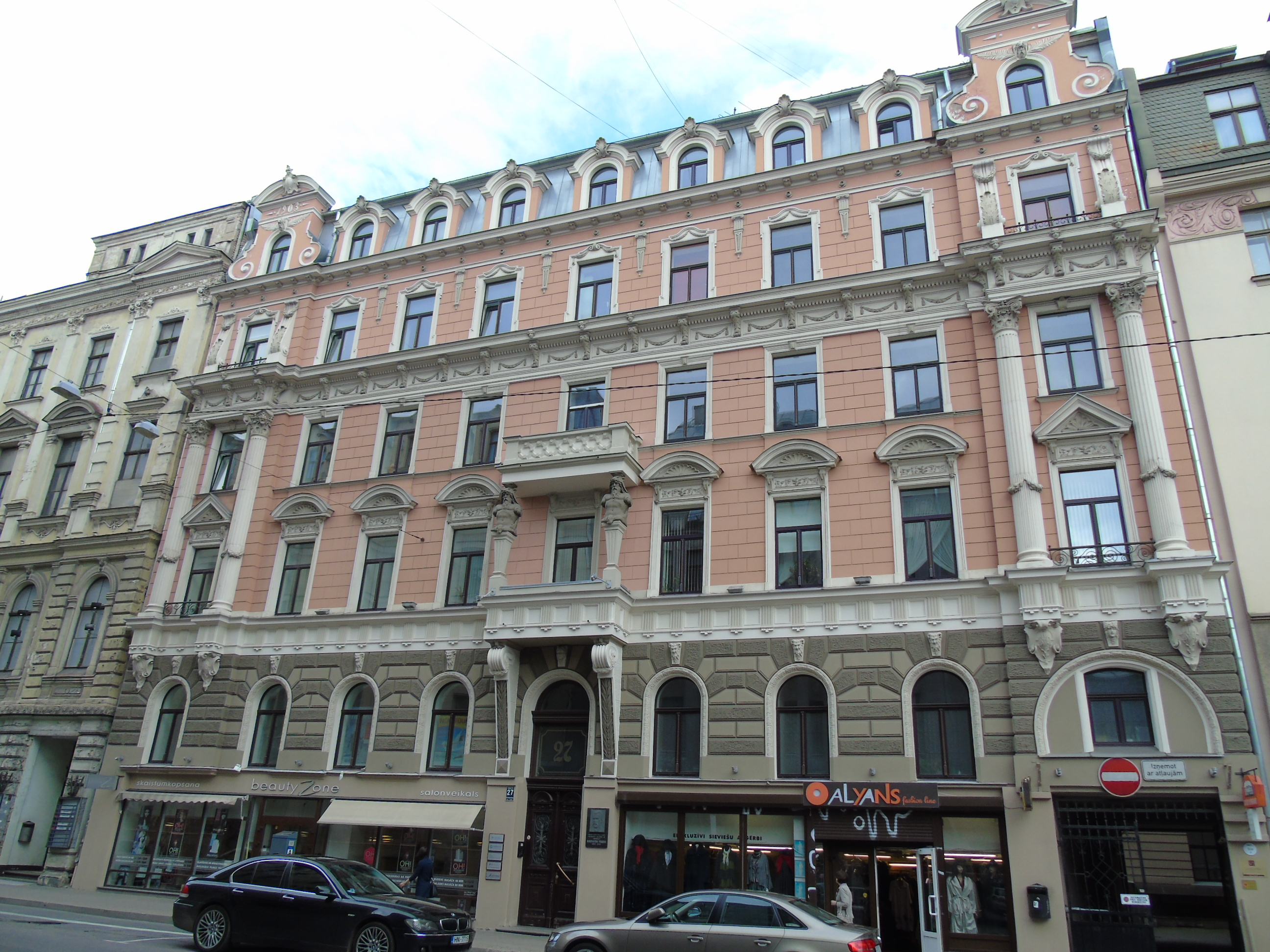
Дом № 27
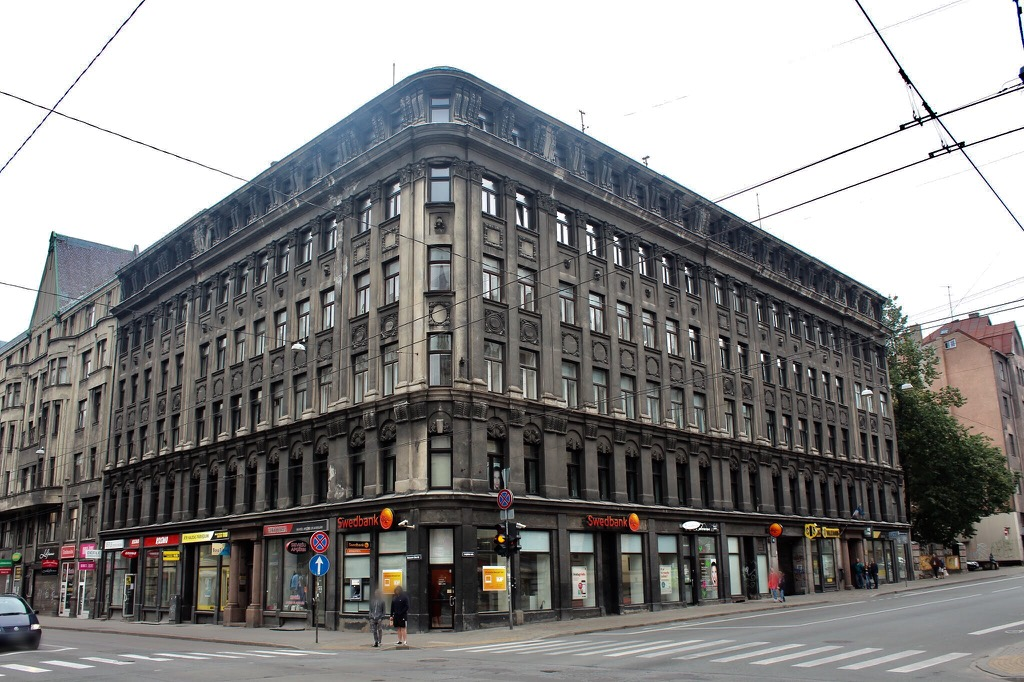
Перекрёсток с ул. Александра Чака
Дом № 51
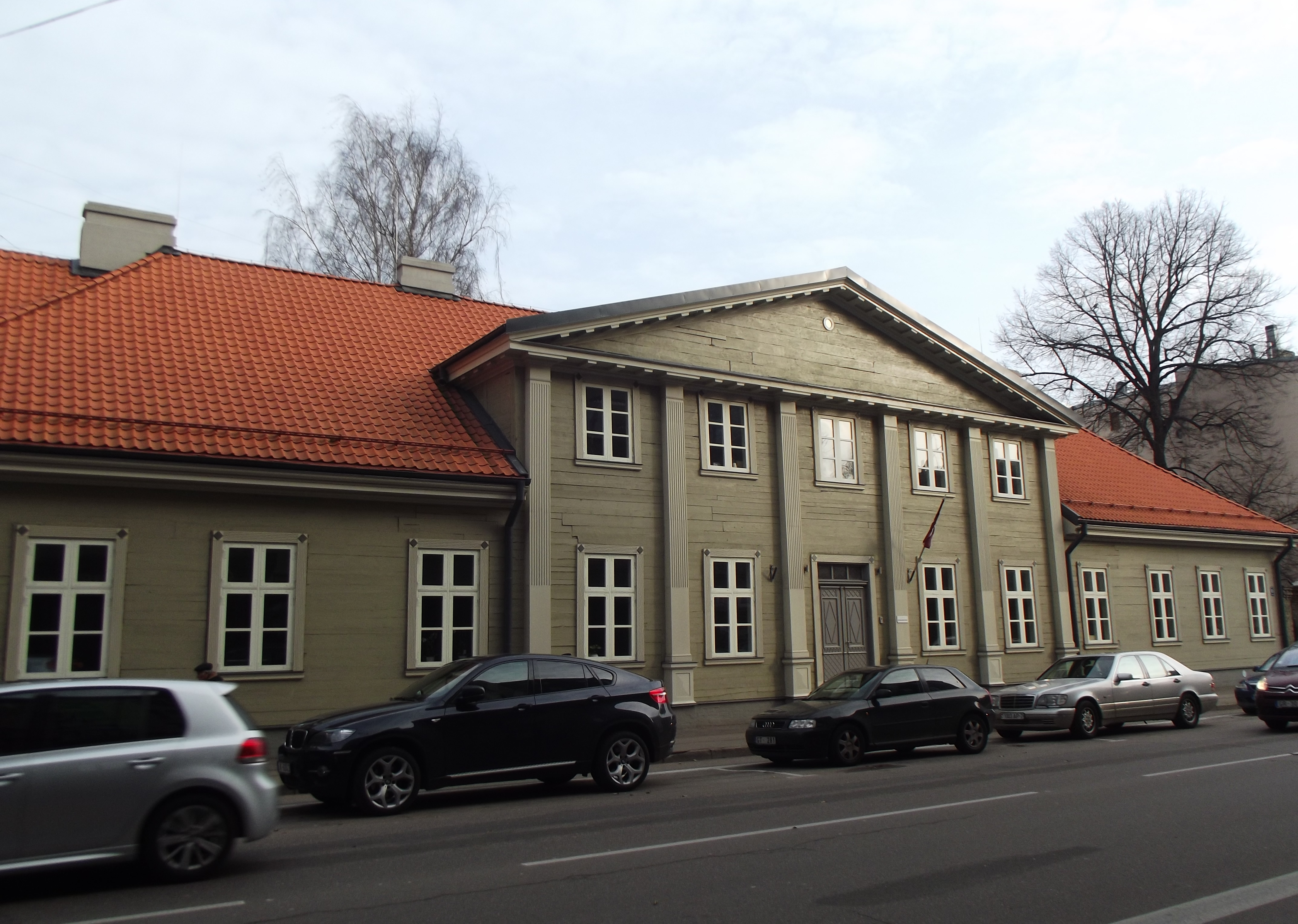
Дом № 55, бывшее Екатерининское училище
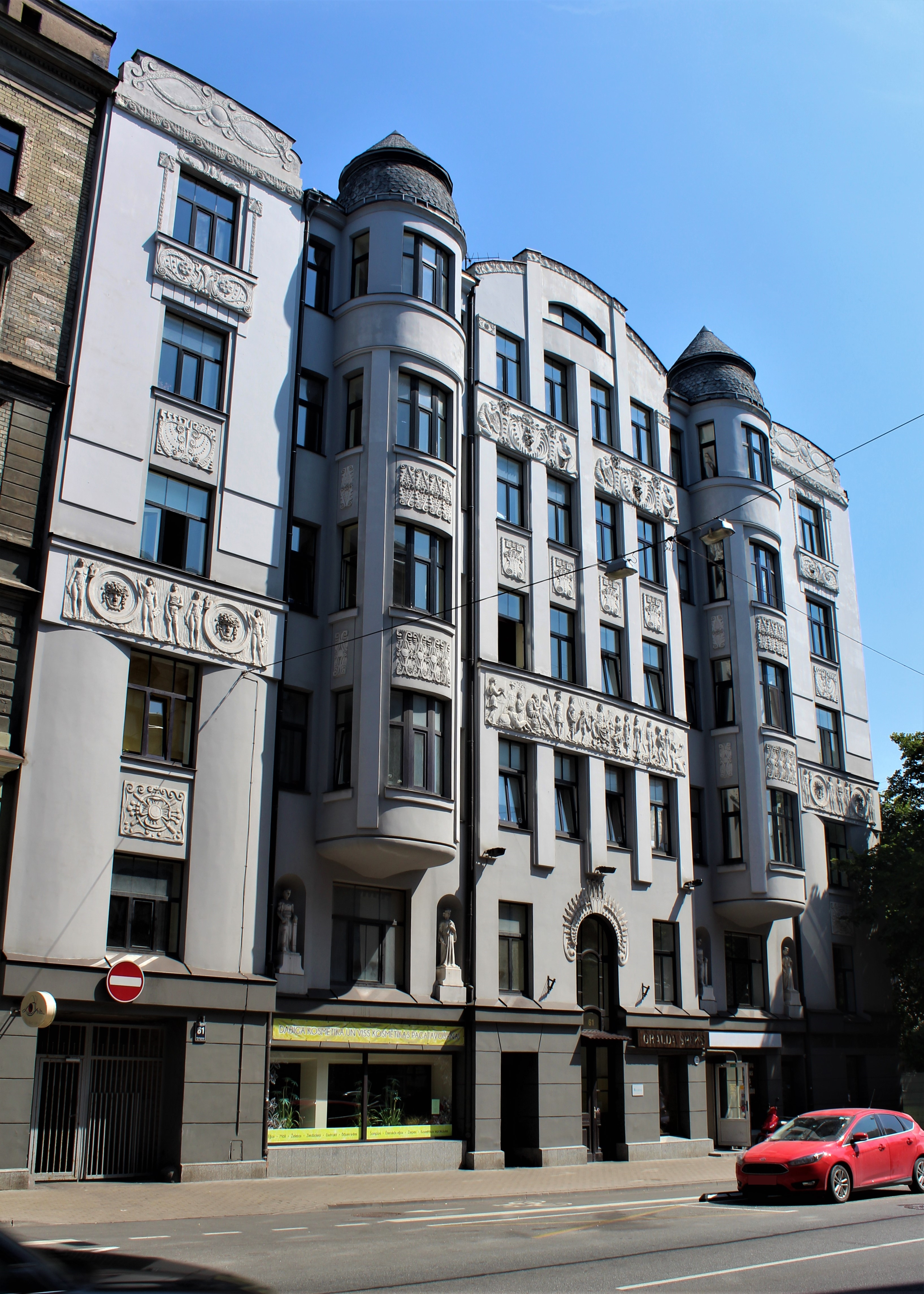
Дом № 61
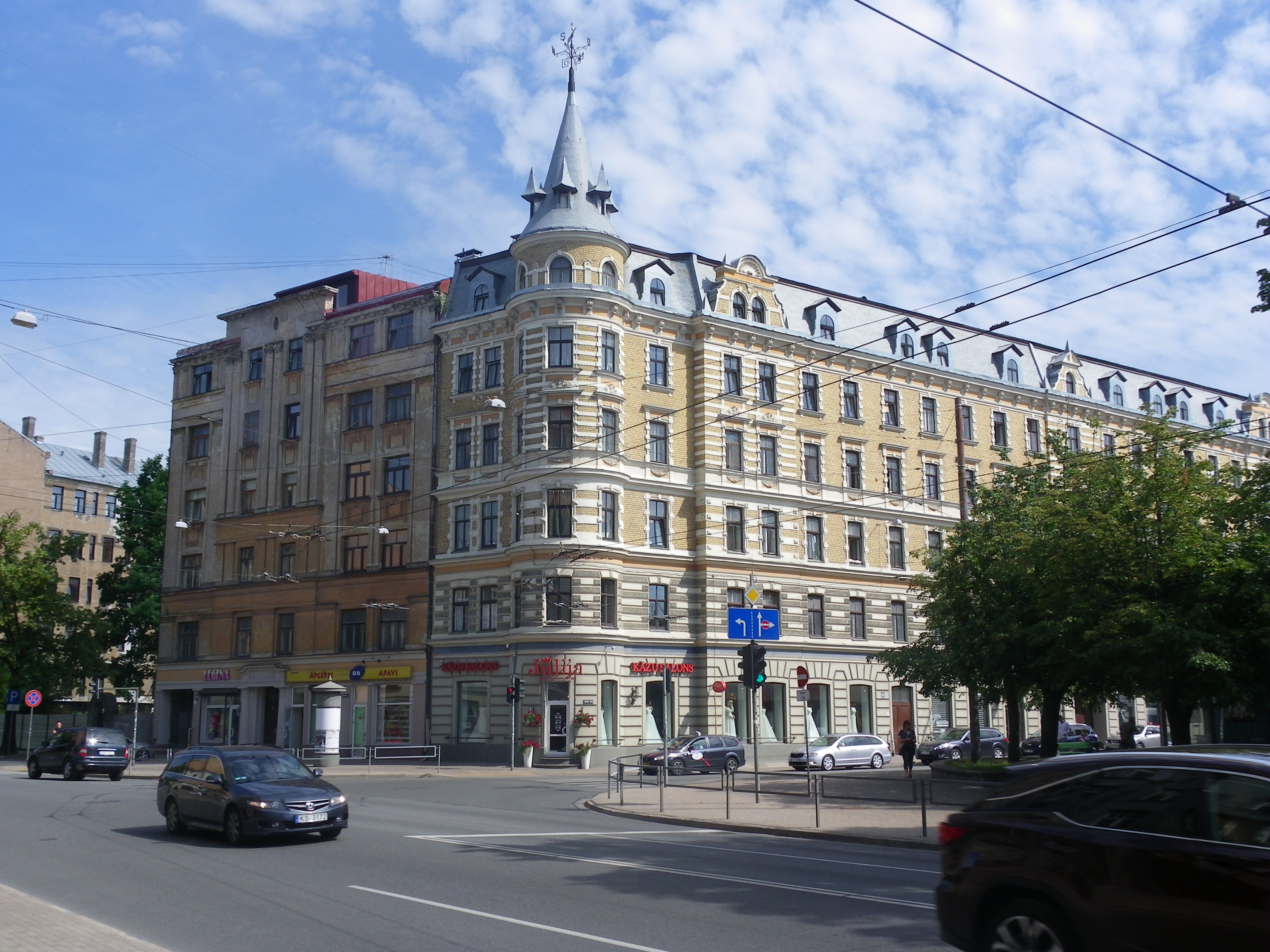
Перекрёсток с ул. Авоту
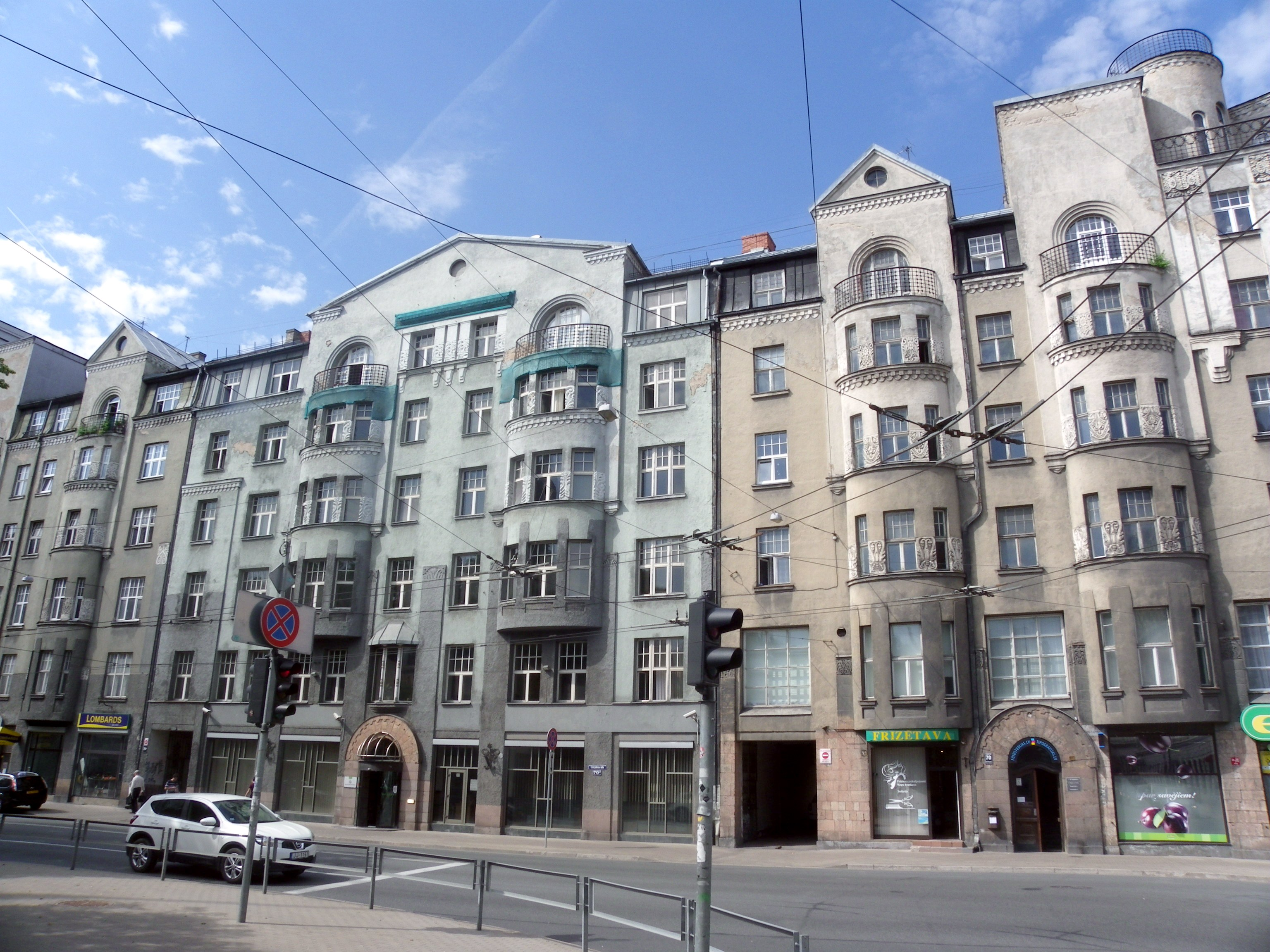
Дом № 70 и 70а
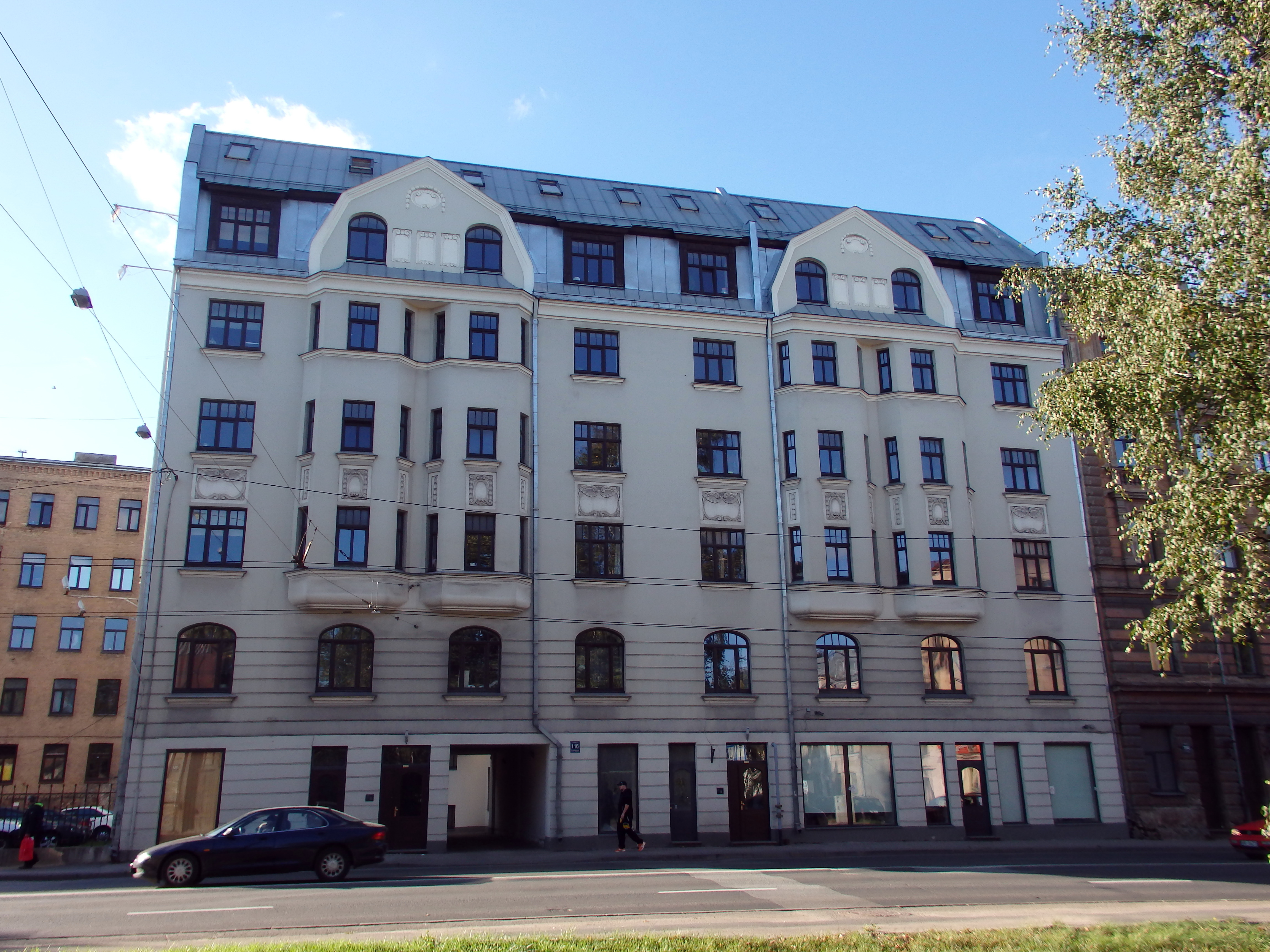
Дом № 116
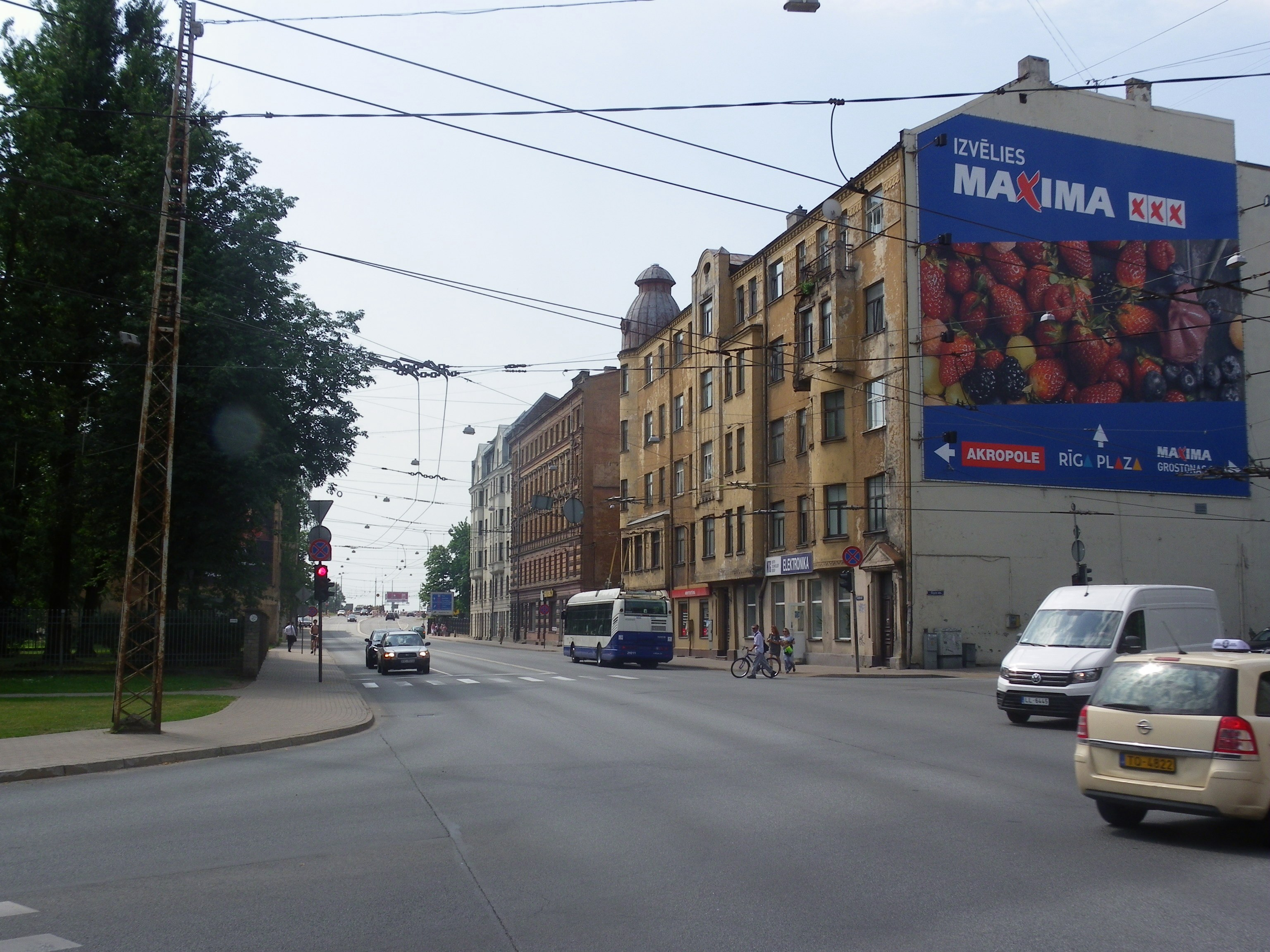
Дальняя часть улицы

## Прилегающие улицы
Улица Лачплеша пересекается со следующими улицами:
- улица Кришьяня Валдемара
- улица Сколас
- улица Базницас
- улица Бривибас
- улица Акас
- улица Тербатас
- улица Кришьяня Барона
- улица Александра Чака
- улица Авоту
- улица Эрнеста Бирзниека-Упиша
- улица Сатеклес
- улица Калупес
- улица Русиня
- улица Спидолас
- улица Абренес
- улица Фирса Садовникова
- улица Екабпилс
- улица Эмилии Беньямин
- улица Дагдас
- улица Натана Баркана
- улица Ластадияс
- улица Латгалес (нет прямого соединения)
- улица Маза Краста (развязка в двух уровнях)
- улица Краста (развязка в двух уровнях)